# 鹿児島市立本城小学校
鹿児島市立本城小学校（かごしましりつ ほんじょうしょうがっこう）は、鹿児島県鹿児島市本城町にある公立小学校。

## 沿革
- 1892年（明治25年） - 創立
- 1941年（昭和16年） - 国民学校令により本城国民学校と改称
- 1947年（昭和22年） - 吉田村立本城小学校と改称
- 1972年（昭和47年） - 吉田町立本城小学校と改称
- 2004年（平成16年） - 鹿児島市立本城小学校と改称

## 校区
- 本城町の一部
- 特認校であるどこの通学区域でも通学可能